# رموز جياهو

مثال لرموز جياهو

رموز جياهو (الصينية:贾湖契刻符号) يشير هذا الاسم إلى 16 رمزاً تعود إلى ما قبل التاريخ في جياهو، وهو موقع ثقافي لحضارة بيلي جانغ خنان، في الصين. تؤرخ الرموز إلى 6600 قبل الميلاد، يشير بعض علماء الآثار إلى صلة القرابة بين هذه الكتابة وخط جياغو ون (بالإنجليزية:Oracle bone script) (مثال:تشابه رموز 目 “عين”، 日 “شمس، يوم)، ولكن البعض يشكك في ذلك ولا يعتقد أنها رموز صينية نهائياً بل هي نوعٌ من الرسومات.